# Friedrich Ast
Georg Anton Friedrich Ast (Gota, 29 de dezembro de 1778 — Munique, 31 de outubro de 1841) foi um filólogo clássico e filósofo alemão, conhecido como historiador da filosofia e pesquisador dos diálogos de Platão.

## Biografia
Ast começou sua carreira acadêmica estudando Teologia, em 1798, na Universidade de Jena, mas sob a influência de Heinrich Karl Eichstädt mudou para o estudo da filologia clássica e filosofia. Depois de se formar, em 1802, permaneceu três anos como privatdozent de filologia e filosofia em Jena. Em 1805, aceitou uma nomeação da cadeira de Filologia clássica na Universidade de Landshut como professor de Estética. Foi também em 1807, professor de História do mundo. Em 1826, transferiu-se para a Universidade de Munique onde permaneceu até sua morte.
Em reconhecimento ao seu trabalho, a Academia de Ciências da Baviera fez dele um membro e conselheiro áulico. É conhecido principalmente por seu trabalho durante os últimos vinte e cinco anos de sua vida sobre os diálogos de Platão. Seu Plato's Leben and Schriften (1816), que se baseou nas Introduções de Friedrich Schleiermacher e no ceticismo histórico de Niebuhr e Wolf, foi a primeira das investigações críticas sobre a vida e a obra de Platão.
Desconfiando do que já era tradição, ele tomou alguns dos melhores diálogos como seu padrão, e de provas internas denunciou como falsas não apenas aqueles geralmente admitidos como tal (Epínomis, Minos, Teages, Amantes Rivais, Clitofon, Hiparco, Eríxias, Epístolas e Definições), mas também o Mênon, Eutidemo, Cármides, Lísis, Laques, Primeiro e Segundo Alcibíades, Hípias Maior e Menor, Íon, Eutífron, Apologia, Críton, e até mesmo (contra a afirmação explícita de Aristóteles) As Leis. Os diálogos genuínos ele divide em três séries:
1. os mais antigos, marcados principalmente pelo elemento poético e dramático, ou seja, Protágoras, Fedro, Górgias, Fédon;
2. o segundo grupo, marcado pela sutileza dialética, ou seja, Teeteto, Sofista, Político, Parmênides, Crátilo; e
3. o terceiro grupo, combinando harmoniosamente as duas qualidades, ou seja, Filebo, Simpósio, República, Timeu, Crítias.

O trabalho foi seguido por uma edição completa das obras de Platão (onze volumes, 1819-1832) com uma tradução em latim e comentários. Seu último trabalho foi o Lexicon Platonicum (três volumes, 1834-1839), que é ao mesmo tempo valioso e abrangente. Em seus trabalhos sobre estética Ast combinou os pareceres de Schelling com os de Winckelmann, Lessing, Kant, Herder, Schiller e outros.
Suas histórias da filosofia são marcadas mais pela erudição crítica do que pela originalidade de pensamento, apesar de serem interessantes ao afirmar que o atual princípio conhecido de que a história da filosofia não é a história das opiniões, mas de razão como um todo; Ast foi um dos primeiros a tentar formular um princípio do desenvolvimento do pensamento.

## Obras selecionadas
Além de seus trabalhos sobre Platão, escreveu sobre:
- System der Kunstlehre (1805)
- Grundriß der Aesthetik (1807);
- Grundlinien der Philosophie (1807, republicado em 1809, mas logo esquecido)
- Grundriß einer Geschichte der Philosophie. Thomann, Landshut 1807, Digitalizado da edição de 1807, (2ª edição aumentada e melhorada de 1825, Digitalizado da edição de 1825).
- Grundriß der Philologie. Krüll, Landshut 1808, Digitalizado.
- Grundlinien der Grammatik, Hermeneutik und Kritik. Thomann, Landshut 1808, Digitalizado.
- Platon's Leben und Schriften. Ein Versuch, im Leben wie in den Schriften des Platon das Wahre und Aechte vom Erdichteten und Untergeschobenen zu scheiden, und die Zeitfolge ächten Gespräche zu bestimmen. Weidmann, Leipzig 1816, Digitalizado.
- Hauptmomente der Geschichte der Philosophie Weber, Munique 1829, Digitalizado.
- Lexicon Platonicum sive vocum Platonicarum index. 3 volumes. Weidmann, Leipzig 1835–1839.